# Lewapaku
Lewapaku is een bestuurslaag in het regentschap Oost-Soemba van de provincie Oost-Nusa Tenggara, Indonesië. Lewapaku telt 4547 inwoners (volkstelling 2010).